# Manfred Pietsch

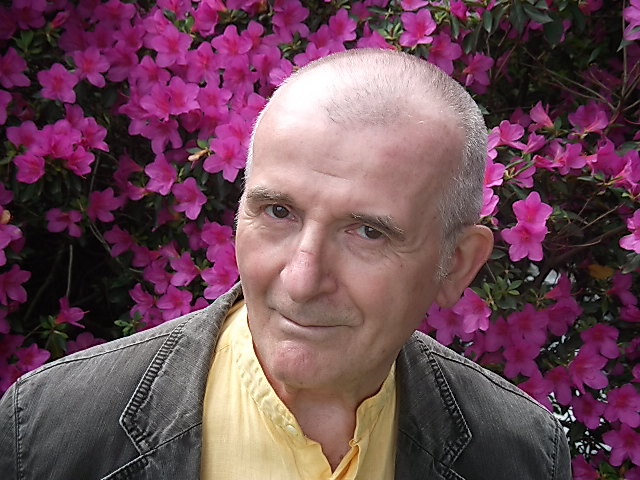
Manfred Pietsch (2008)

Manfred Pietsch (* 1. Februar 1936 in Bernstadt an der Weide, Landkreis Oels, Provinz Niederschlesien; † 24. Juli 2015 in Berlin) war ein deutscher Maler und Grafiker.

## Leben
Nach der Vertreibung aus Schlesien als Folge des Zweiten Weltkrieges kam Manfred Pietsch nach Annahütte in der Niederlausitz. Dort verbrachte er Kindheit und Jugend. Von 1954 bis 1960 studierte er an der Technischen Universität Dresden Bauwesen. Dort lagen auch die Wurzeln seiner künstlerischen Entwicklung, denn 1958 wurde Ernst Hassebrauk zu seinem wichtigen Impulsgeber und Mentor. Deshalb nahm er neben seiner Tätigkeit als Diplomingenieur in Berliner Institutionen (Bauakademie und Büro von Hermann Henselmann) von 1966 bis 1968 ein Abendstudium an der Kunsthochschule Berlin-Weißensee auf. Harald Metzkes und Dieter Goltzsche wurden zu wichtigen künstlerischen Wegbegleitern. 1977 wagte Manfred Pietsch den Schritt, freischaffend tätig zu sein. Die Freude, sich mit unterschiedlichen Techniken auszudrücken, das Experiment mit Form, Farbe und Material führten den Maler zu einer spannenden Polystilistik. Aus der Tradition von Carl Blechen und Adolph Menzel kommend, fand er eine eigene, bis ins Abstrakte getriebene Bildsprache. Als Polystilist arbeitete Manfred Pietsch in verschiedenen künstlerischen Techniken. Der Schwerpunkt lag vornehmlich in der Aquarellmalerei, der Ölmalerei und der Druckgrafik. Über die Jahre sind ebenso eine Vielzahl Collagen entstanden. Thematische Schwerpunkte setzte der Maler mit Landschaften – Stadtlandschaften und figürlichen Kompositionen. Mythologisch-religiöse Themen bis hin zu abstrakten Formen runden sein Œuvre ab.
Pietsch war bis 1990 Mitglied des Verbands Bildender Künstler der DDR und hatte in der DDR ab 1978 eine große Zahl von Einzelausstellungen und Ausstellungsbeteiligungen, u. a. 1987/1988 an der X, Kunstausstellung der DDR in Dresden.
Pietsch wurde auf dem Dorotheenstädtischen Friedhof I beigesetzt.

## Ausstellungen seit der deutschen Wiedervereinigung (unvollständig)

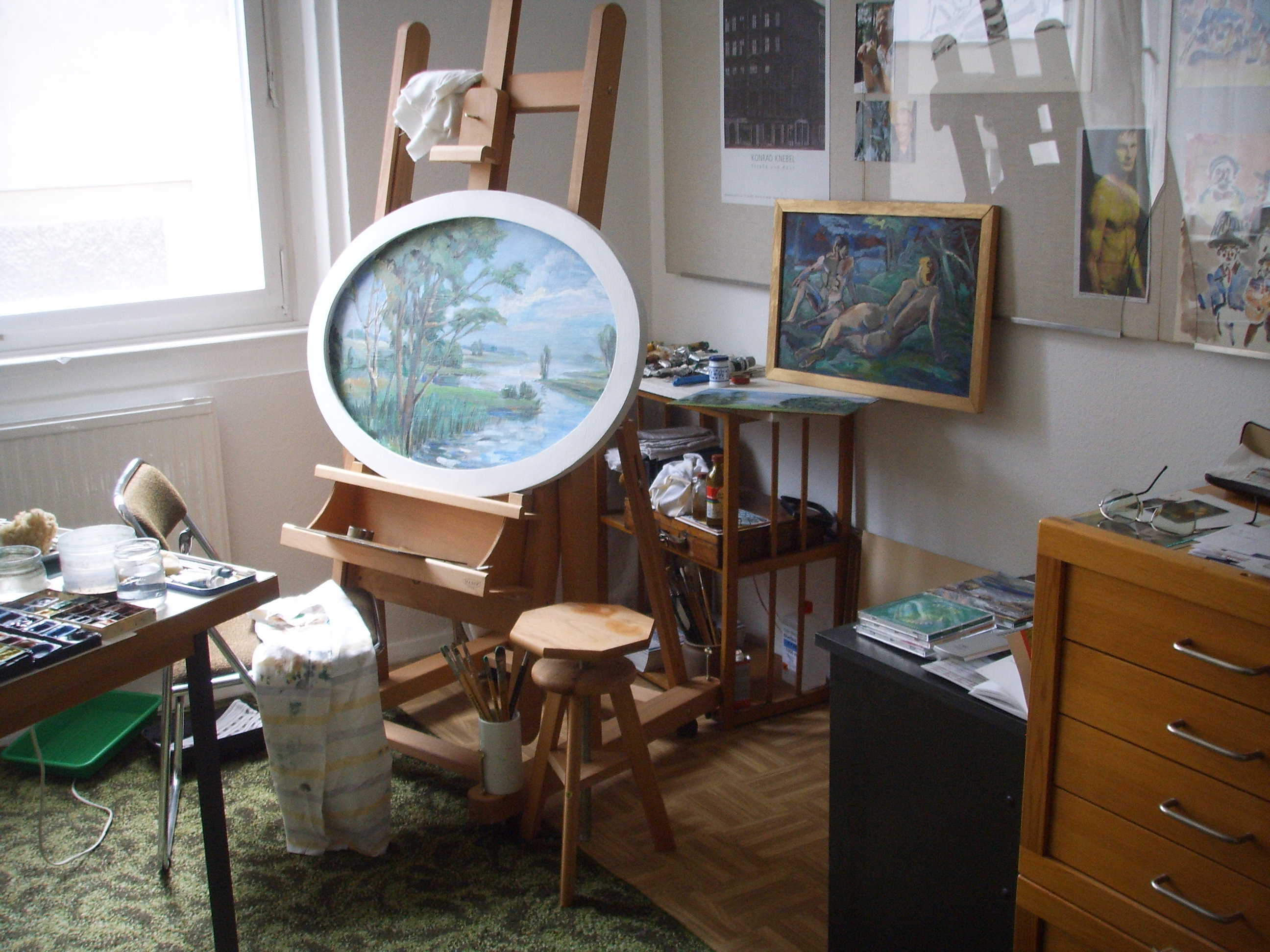
Im Atelier Berlin-Mitte

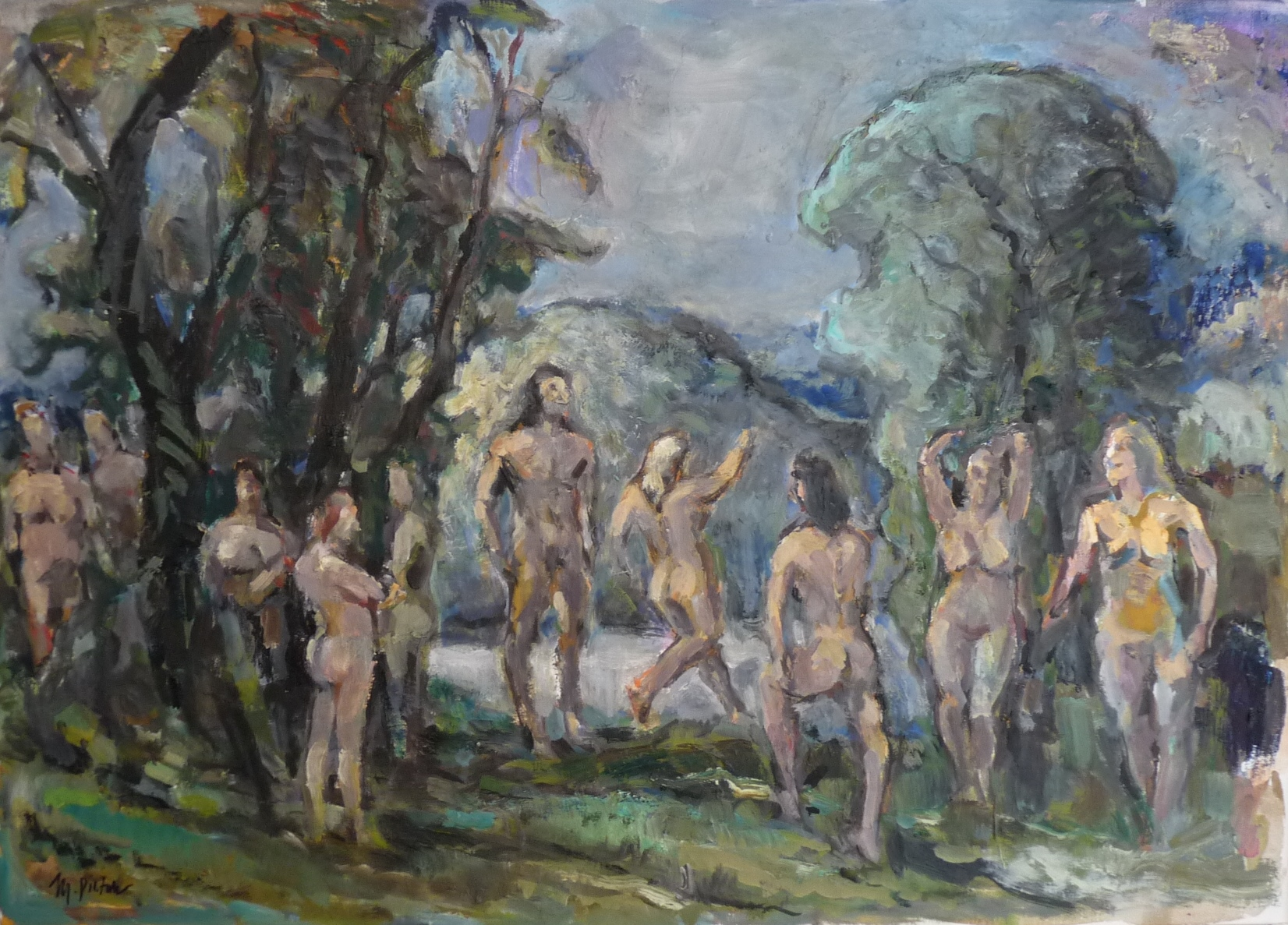
Diana und Acteon 2012 Öl

- 2002 Burgk, Galerie im Schloss Burgk[3]
- 2004 Stendal / Wasserburg / Gotha – Ikarusprojekt Winckelmann-Museum[4]
- 2013 Schönfels/Lichtentanne; Museum Burg Schönfels[5]; Chemnitz Galerie Weise "Marcks, Metzkes, Pietsch"[6]
- 2014 Berlin, degewo-Galerie Remise, Berlin, Galerie Graefe Art Concept[7] ; Magdeburg, Landtag;
- 2015 Schönfels/Lichtentanne; Museum Burg Schönfels[8]; Rathenow / Kulturzentrum „Menschen in Landschaft“ zur Bundesgartenschau 2015
- 2016 Kunstsammlungen Lausitz – Schloss Senftenberg[9];
- 2017 Leipzig – Museum Mendelssohn-Haus-Musik und Mythos[10]
- 2017 London – Deutsche Botschaft – Home is not a place, gem. mit Wolfgang Tillmanns, Julis von Bismarck.
- 2018 Lübbenau – Spreewaldmuseum – Pietsch trifft Fontane/Malerei und Literatur[11]
- 2019 Berlin – Vertretung des Landes Brandenburg beim Bund[12]
- 2020 Berlin – Galerie Nierendorf[13]
- 2021 Kloster Chorin[14][15] "Landmarks"
- 2021 Schwerin – Gallery Berger[16]
- 2022 Chemnitz – Kunstsammlungen Chemnitz Schlossbergmuseum "Von Göttern, Menschen und Heldensagen"[17]
- 2022 Berlin – Galerie der Berliner Graphikpresse[18]
- 2023 Görlitz – Kulturhistorisches Museum Leidenschaft Landschaft
- 2023 Bad Sulza – Touristeninformation Badefreunden[19]
- 2024 Beelitz – Kunstremise Ätherwinde[20]
- 2025 Chemnitz – Galerie Weise Landschaften
- 2025 Berlin - Galerie von Hirschheydt Mythos Mann

## Museen und öffentliche Sammlungen mit Werken Pietschs
- Berlin: Staatliche Museen Berlin, Pergamonmuseum/Kupferstichkabinett, Sammlung der Zeichnungen, Märkisches Museum / Stadtmuseum / Berlinische Galerie / Berliner Stadtbibliothek / Senat von Berlin / Akademie der Wissenschaften Berlin/Brandenburg
- Burgk: Staatliches Museum Schloss Burgk
- Beeskow: Kunstarchiv[21]
- Chemnitz: Kunstsammlungen, Schlossbergmuseum
- Dresden: Museum für Verkehr
- Görlitz: Kulturhistorisches Museum[22][23]
- Potsdam: Kunstsammlung Potsdam-Sanssouci, Stiftung Schlösser und Gärten Berlin-Brandenburg
- Salzbrunn: Dorfkirche Altarbild Adam und Eva
- Schönfels: Museum Burg Schönfels
- Schwerin: Staatliche Museen Schwerin
- Senftenberg: Schlossmuseum Senftenberg, Kunstsammlung Lausitz
- Stendal: Winckelmann-Museum[24]
- Weimar: Nationale Forschungs- und Gedenkstätten / Stiftung Weimarer Klassik
- Wiepersdorf: Sammlung Schloss Wiepersdorf
- Tchoban-Foundation